# Paris Foot Gay
Paris Foot Gay er en fransk fodboldklub, der blev oprettet i 2003 for at kæmpe mod homofobi på de franske stadions.
Et af klubbens mål er, at få klubberne i Ligue 1 til at skrive under på et charter mod homofobi. Indtil videre har følgende klubber skrevet under:
- PSG
- AJ Auxerre
- OGC Nice
- AS Saint-Étienne

Paris Foot Gay er sponsoreret af fodboldspilleren Vikash Dhorasoo.

## Ekstern henvisning
- "Officiel hjemmeside" (fransk). Arkiveret fra originalen 6. november 2011. Hentet 31. august 2011.